# Podanthus
Podanthus, maleni biljni rod iz porodice glavočika smješten u podtribus Ecliptinae. Sastoji se od dvije endemske čileanske vrste

## Vrste
1. Podanthus mitiqui Lindl.
2. Podanthus ovatifolius Lag.